# Correction du Rhône en amont du lac Léman

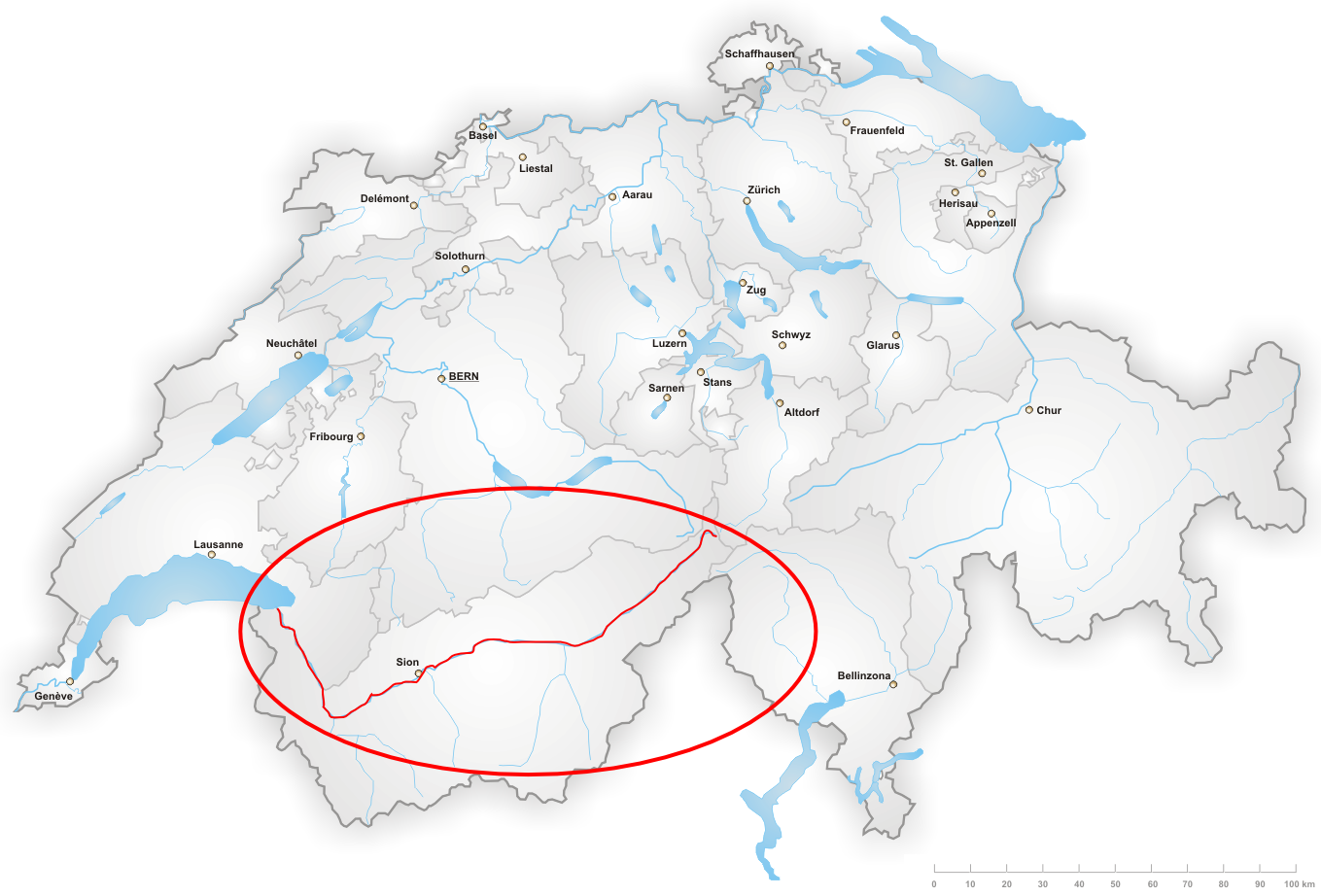
Cours du Rhône en amont du lac Léman.

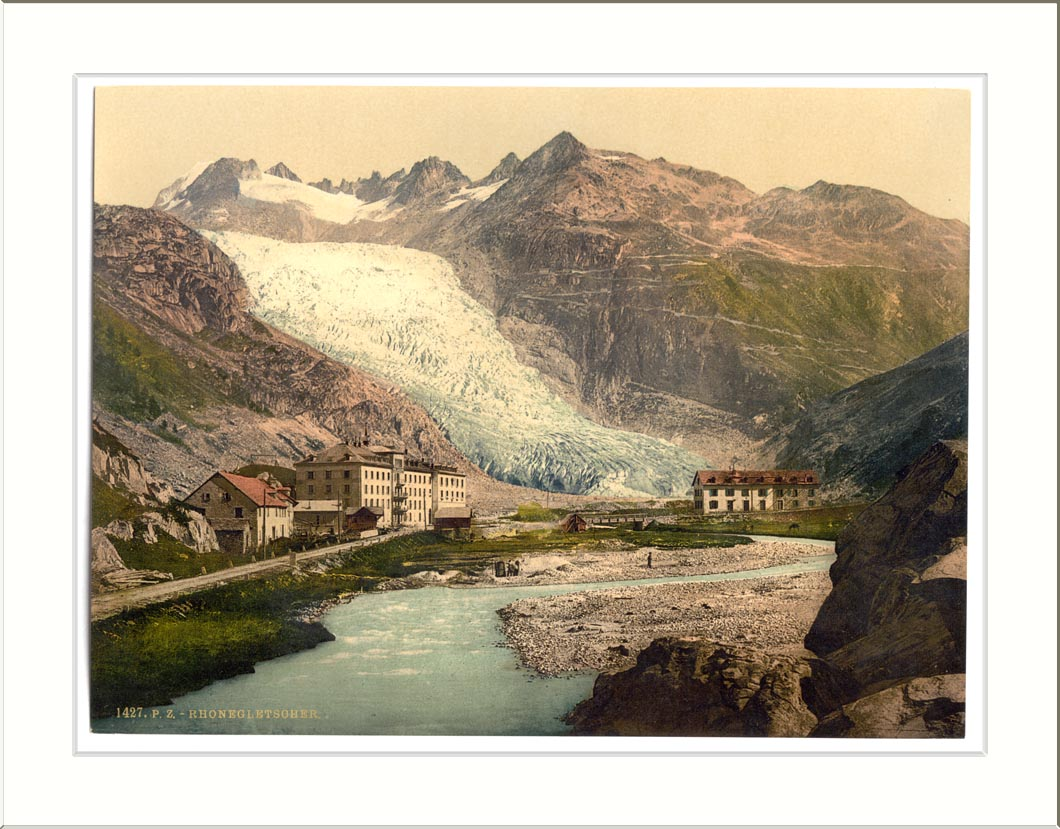
Glacier du Rhône à Gletsch en 1900.

Dans sa partie située en Suisse, le Rhône a subi de nombreux aménagements visant à maîtriser son cours et diminuer les effets néfastes de ses crues. En 1860, une crue fait de très gros dégâts sur toute la vallée du Rhône. Cet événement va déclencher la décision de réaliser la première correction du Rhône entre 1863 et 1894. Une seconde correction est réalisée entre 1930 et 1960. En septembre 2000, le Grand Conseil valaisan décide d'entreprendre la troisième correction du Rhône de Gletsch au Léman, en collaboration avec le Canton de Vaud. En 2008, la Confédération suisse annonce la levée de fonds pour la troisième correction dont les travaux devraient durer entre 25 et 30 ans.

## Situation géographique

Bassin versant du Rhône en amont du lac Léman.

Le Rhône prend sa source dans le massif du Saint-Gothard, dans les Alpes suisses. Il naît de la fonte du glacier du Rhône et emprunte la longue vallée éponyme traversant le canton du Valais, puis marque la frontière avec le canton de Vaud dans le Chablais pour rejoindre le lac Léman à la hauteur de la commune de Port-Valais. Le Rhône, entre Saint-Maurice et le lac, marque la frontière entre les cantons du Valais et de Vaud. En amont du lac Léman, le Rhône parcourt près de 170 kilomètres et reçoit les eaux d'environ deux cents torrents (vaudois et valaisans).
Les principaux affluents du Rhône en amont du lac Léman sont sur sa rive droite d'amont en aval : la Massa alimentée par le glacier d'Aletsch, la Lonza dans la vallée de Lötschental ou la Grande Eau qui prend sa source dans le massif des Diablerets. Sur la rive gauche du Rhône depuis la source et jusqu'au lac Léman, ses principaux affluents sont la Vispa, la Navizence dans le val d'Anniviers, la Borgne dans le Val d'Hérens, la Dranse rejoignant le Rhône à Martigny, la Vièze passant à Monthey. En raison de ses nombreux torrents et affluents provenant des sommets alpins, le régime hydrologique du Rhône est fortement influencé par la fonte des glaciers et de la neige, cela implique des variations importantes du débit et des hauteurs d'eau selon les saisons (fort débit en été et faible débit en hiver).

## Le Rhône avant les corrections
Aujourd’hui, les Valaisans entendent surtout parler du projet de la troisième correction. Cependant, deux autres corrections d’envergure l’ont précédée et les recherches récentes ont démontré que des digues protégeaient des portions de terres dès le Moyen Âge.

### Mesures avant la première correction
Les documents conservés dans les archives communales déposées aux Archives de l’État du Valais permettent de se familiariser avec la vie des riverains telle qu’elle se déroulait avant la première correction du Rhône. Loin du stéréotype d’un fond de vallée marécageux et inutilisable, loin aussi du cliché d’un fleuve effrayant qu’il faut fuir, leur existence est rythmée par des pratiques agro-pastorales qui intègrent parfaitement les ressources variées de la plaine rhodannienne. Les bergers menaient les troupeaux dans les pâturages situés à proximité du fleuve ou entre ses bras. Cet usage s’est perpétué jusqu’au début du XXe siècle.

#### Néolithique et Antiquité
L’exploitation des terrains riverains du Rhône existe probablement dès le Néolithique. En effet, selon Théodore Kuonen, « la pratique du parcours du bétail remonte au temps des premiers colonisateurs qu’on attribue au Néolithique ».
En ce qui concerne la construction de systèmes de défense contre le fleuve, nous ne disposons d’aucune source ou d’aucune découverte archéologique qui prouve la construction de ce type d’aménagement. Néanmoins, l’édification de grandes villas romaines dans la plaine laisse supposer l’existence de barrières (des mots latins barra ou barreria) dès l’Antiquité.

#### Moyen Âge et Ancien Régime
Au XIVe siècle, le comte de Savoie assure l'entretien de la portion de la  route du Grand Saint-Bernard autour du péage de Saint-Maurice d'Agaune, soit une vingtaine de kilomètres de Bex à Martigny ; cet entretien comprenant celui des ponts sur le Rhône, sur ses affluents de rive droite en aval de Saint-Maurice et de rive gauche en amont, et la construction de digues pour protéger les principaux passages. Les travaux sont bien connus, en particulier par la série des comptes du péager Jacques Wichard et de son fils Guillaume, conservés à l'Archivio di Stato di Torino et numérisée par les archives du Valais.
Au XVe siècle, les documents permettent de reconstituer assez bien, entre Martigny et Saillon, le paysage de la plaine, parsemée d’îles recouvertes d’arbres, de prairies et, ici ou là, de champs. Ils révèlent que les paysans ont une connaissance précise des potentialités de ces terrains. Destinés principalement à la pâture du bétail, ils fournissent aussi du bois, du foin et des pierres, et peuvent même être semés de céréales. Ils représentent alors un enjeu économique fort, qui entraîne les communautés riveraines à se les disputer et à restreindre la liberté du fleuve afin d’étendre les prés et les cultures. Les riverains construisent alors des digues que l’on nomme barrières avec des piquets, des branches entrelacées et un amoncellement de pierres et de gravier. La première étape consiste à donner des limites au Rhône pour pouvoir utiliser certains endroits de la plaine. La deuxième phase réside dans l’entretien des ouvrages réalisés à cet effet. L’ampleur des travaux n’effraie pas les habitants, qui craignent davantage les dégâts causés à leurs possessions. Comme les terrains riverains du Rhône sont principalement des biens communs, la construction et l’entretien des digues incombent aux communautés. Ces travaux sont effectués sous forme de corvées par les hommes des villages, au prorata de leur jouissance des communaux.
D’importants changements climatiques surviennent durant le Petit âge glaciaire, une période froide qui frappe l’Europe de 1350 à 1860 environ. C’est une forte avancée des glaciers alpins – son résultat le plus spectaculaire- qui lui vaut cette appellation. En Valais, des épisodes de pluie violente provoquent de nombreuses inondations et un important accroissement des matériaux que le Rhône peine à charrier. Comme le fond du lit s’élève, le fleuve tresse de nouveaux bras au milieu desquels les îles se multiplient et il occupe de plus en plus de place dans la plaine. En période de hautes eaux, le fleuve en crue sort de son lit, dépose des alluvions sur les terrains de la vallée, détruit des cultures et alimente les zones humides des bas-fonds. Cette mobilité qui implique un déplacement du lit est peu compatible avec l'extension des pâturages, des cultures et des voies de communication. Des projets de correction sont attestés dès le XVe siècle, : les riverains comprennent qu’il faut donner un cours plus rectiligne au Rhône pour augmenter la force du courant, afin de protéger ponts, routes et chemins d’accès aux terrains exploités, ainsi que pour garantir les limites des communes et celles des propriétés.
De nombreux conflits éclatent en effet entre les communes à cause des changements de lits du fleuve ou à cause des travaux entrepris pour le contraindre. C’est également le cas entre les Bernois qui dominent le Pays de Vaud et les Valaisans. En 1756, Berne et le Valais décident « de faire dresser un plan exact du Rhône dans son état actuel avec toutes les barrières et les anciennes et nouvelles limites », pour mettre fin aux conflits incessants qu’occasionne le limitage du lit. En effet, le fleuve constitue la frontière entre le Chablais valaisan et le Chablais bernois.

#### Trois exemples d'inondations
La première inondation dont il est fait mention date de 563 lors de la catastrophe du Tauredunum. Un éboulement crée un barrage dans la vallée du Rhône, un plan d'eau se forme à l'amont de ce barrage naturel qui finit cependant par céder. L'onde de rupture provoque des dégâts en aval mais aussi sur les rives du Léman. Selon Vischer, le site de l'éboulement serait localisé dans la région de Saint-Maurice. Les dernières études localisent l'éboulement plus en aval du Rhône, non loin de l'actuel embouchure du Rhône dans le Léman.

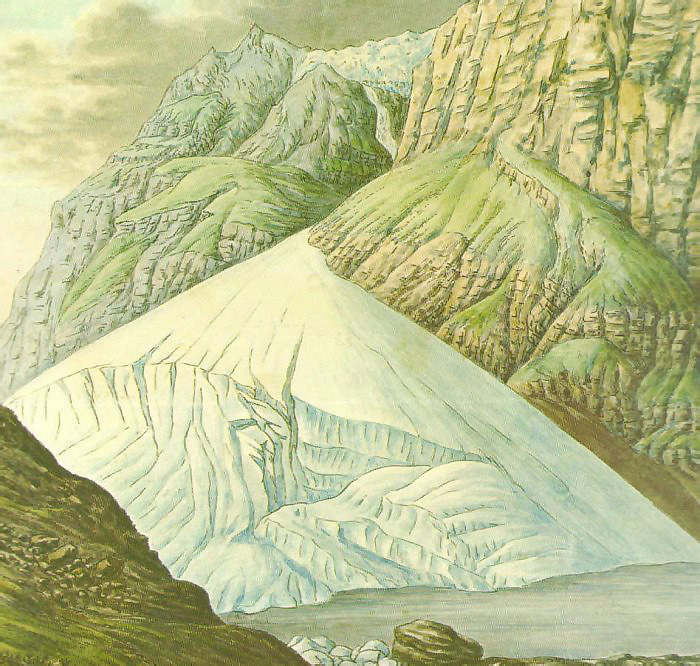
Barrage formé par le glacier du Giétro en 1818.

Des inondations dévastatrices, survenues en 1545 à cause de pluies violentes, sont relatées lors de la Diète du 26 février 1546 : « cette séance, décidée au dernier Conseil de Noël, se tient aujourd’hui à propos des terribles inondations du Rhône, à la suite desquelles la route du Pays en aval de la Morge, les biens propres et amodiés, les parcours, les pâturages communs, et d’autres lieux encore, pourraient entièrement se perdre, anéantis par les eaux, si on ne prend pas des mesures appropriées et indispensables, et si on ne conduit pas le Rhône en ligne droite ». Ce passage prouve que les autorités craignent que de tels événements se reproduisent. Il leur importe de sauvegarder la route royale et les terrains exploités par leurs sujets.
D'autres inondations ont pour origine les glaciers. On parle d'inondations glaciaires quand le mouvement d'un glacier obstrue le cours d'une rivière et que celle-ci forme une retenue d'eau derrière le glacier, la rupture du glacier sous la charge de l'eau pouvant causer d'importants dégâts. En 1818, le glacier du Giétro entrave le cours de la Dranse (affluent du Rhône), un lac de 18 millions de m3 d'eau se forme, le glacier cède le 16 juin 1818, le déversement de l'eau fait 44 morts et de nombreux immeubles sont détruits dans la vallée.

#### État moderne
Pendant la période de domination française, le canton de Vaud est formé en 1803 et reprend le territoire bernois en aval de Saint-Maurice. Le canton du Valais intègre la Confédération en 1815. Ces changements politiques ont pour conséquence une volonté de développer le Valais, notamment par un renforcement de l'agriculture. Ainsi, des routes sont tracées et des ponts construits à travers le canton. En 1850, une ligne de chemin de fer est construite pour relier le lac Léman et Sion. La protection de la vallée du Rhône contre les crues du fleuve est donc de plus en plus envisagée.

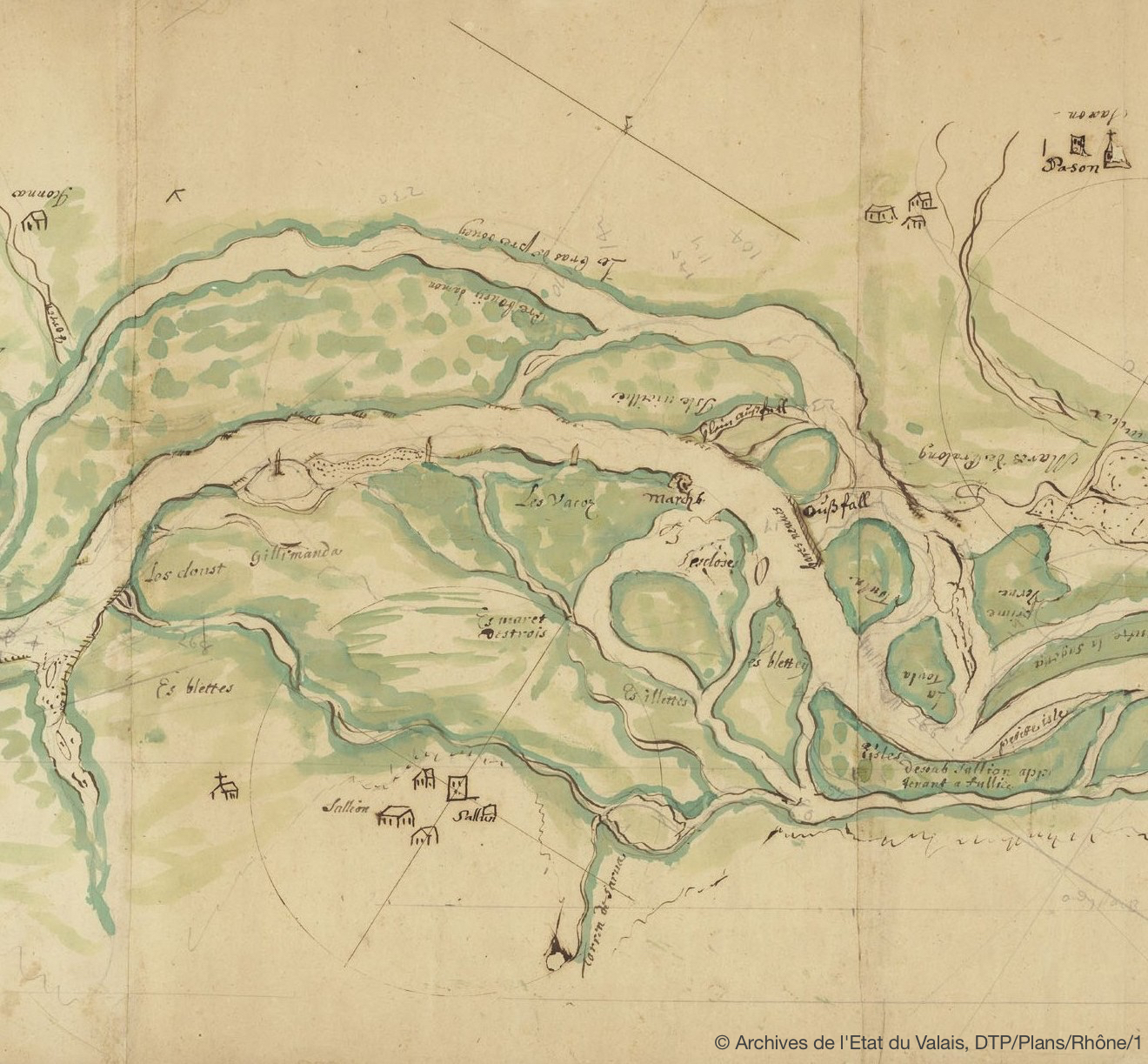
Détail d'un plan du Rhône dressé en 1803. Les bras du fleuve entre Saillon et Saxon.

Dès 1803, le Conseil d'État valaisan convoque les communes de Riddes, Saxon, Martigny, Fully, Saillon et Leytron pour décider d'un plan commun et donner un cours déterminé au fleuve. Fatiguées par les ruineuses et interminables formalités des tribunaux, certaines communes ont prié le gouvernement cantonal de trouver une solution à la crise qui dure depuis la catastrophe de 1782 (une terrible crue avait alors poussé le fleuve à changer de trajetoire dans la zone comprise entre Saillon et Saxon, provoquant des dégâts jusqu'à Vernayaz). Grâce à cette nouvelle volonté de conciliation, un projet qui démontre une longue expérience du fleuve est élaboré contre l'"ennemi commun": le Rhône. Même si la mise en œuvre concrète du programme prendra plusieurs années, c'est un grand pas en avant.
À partir de 1830, des travaux de rectification du cours du Rhône sont entrepris, notamment dans la plaine de Rarogne ou entre Riddes et Martigny. L’ingénieur Ignace Venetz y développe le système des épis qui s’avancent dans le lit du Rhône et qui sera adopté lors de la première correction du Rhône. À ces travaux s’ajoutent des interventions d’abaissement du niveau du fond du lit et de déblaiement des matériaux qui l’encombrent, démarches déjà expérimentées localement par les riverains dès la fin du XVIe siècle. La loi cantonale de 1833 permet au Conseil d’État d’ordonner aux communes riveraines les travaux à exécuter sur les berges du Rhône sans fournir cependant de subventions pour les exécuter, alors que ces importantes charges financières excèdent les ressources communales. Certaines communes sont obligées de vendre des terrains bourgeoisiaux lorsqu’elles ne peuvent payer les travaux. La situation est particulièrement grave au milieu du XIXe siècle. À une recrudescence des crues dès 1834 s’ajoutent les troubles et révolutions politiques qui paralysent l’État entre 1839 et 1852.
En 1860, dans le cadre d'un mandat pour le Conseil fédéral et l'élaboration d'un « rapport à l'intention du Conseil fédéral suisse sur l'étude des torrents suisses », Karl Culmann travaille en Valais. Il estime que les ouvrages ne sont pas combinés avec pertinence et que, sur seules deux portions du cours du Rhône, les corrections sont bonnes : une portion de 3,5 km à Rarogne et un tronçon à Martigny.

## Première correction
Durant le XIXe siècle, de nombreuses crues sont le fait d'un épisode de précipitations importantes survenues lors d'un redoux et lorsque le débit des rivières est déjà important de par la fonte des neiges, notamment en 1855 et en 1857 qui furent particulièrement marquantes. C’est toutefois la crue de 1860 qui a « probablement dépassé tous les événements des temps modernes par son ampleur entre la vallée de Conches et Martigny ».
Particulièrement graves, ces inondations ont provoqué la destruction des récoltes mais aussi celle de plusieurs villages. Les habitants de la vallée du Rhône tentent de se protéger contre les inondations. Cependant, leurs moyens étant restreints, les travaux ne se limitent qu'aux périmètres des communaux et sont réalisés sans grande coordination.

### Contexte politique
En Valais, l’obstacle principal à la réalisation des projets est d’ordre politique : le pouvoir de décision repose sur les communes et les travaux ne peuvent s’intégrer dans un plan d’ensemble, chacune refusant d’assumer la charge financière d’un endiguement qui ne lui bénéficie pas directement. De plus, les propriétaires riverains, particuliers, communes ou bourgeoisies doivent se charger seuls de tous les frais car le Rhône n’entre dans le domaine public de l’État du Valais qu’en 1933. La loi cantonale de 1833 permet toutefois au Conseil d’État d’ordonner aux communes riveraines les travaux à exécuter sur les berges du Rhône sans fournir cependant de subventions pour les exécuter, alors que ces importantes charges financières excèdent souvent les ressources communales.
En 1860, le comité genevois pour la souscription en faveur des inondés de la Suisse, dirigé par le général Guillaume-Henri Dufour, fait réaliser un rapport sur les inondations, les dégâts qui en découlent ainsi que leurs causes. Le comité demande au Conseil fédéral de lancer des travaux pour une correction globale du Rhône et verse une somme importante aux communes touchées.
Les dégâts importants survenus lors de l’inondation de 1860 incitent le Conseil d’État valaisan à demander l’aide de la Confédération en vue d’endiguer le Rhône. Celle-ci avait déjà soutenu financièrement la correction du Rhin dans les cantons des Grisons et de Saint-Gall. Les valaisans sont convaincus depuis longtemps de la nécessité d’endiguer le fleuve sur l’ensemble de son cours. Cependant, ayant dû rembourser des dettes de guerre importantes à la suite de l’occupation du Valais après la défaite du Sonderbund, le canton manque de ressources pour entreprendre l’endiguement du fleuve. En outre, la protection de la ligne du chemin du fer est un enjeu économique important pour le Valais et la Suisse. Le train arrive déjà à Sion et reliera l’Italie par la ligne du Simplon. Les autorités fédérales, conscientes des enjeux politiques et économiques que représente un tel soutien, entendent répondre positivement à la demande du Valais. Il s’agit d'un acte politique important qui vise d'une certaine façon à réintégrer le Valais après la guerre du Sonderbund.
La Confédération n'ayant pas de service responsable de l’aménagement des cours d’eau, elle demande à deux experts de rendre un avis sur le projet de correction. Friedrich Wilhelm Hartmann et Leopold Blotnitzki rendent leurs conclusions entre avril 1862 et décembre 1863. À la fin de l'année 1863, l'Assemblée fédérale prévoit que la Confédération paye un tiers des frais. La direction supérieure des travaux est du ressort du Conseil fédéral qui s’en remet aux avis de Hartmann et Blotnitzki pour les questions techniques. La direction du projet est confiée au canton du Valais. Les ingénieurs valaisans se sont basés sur les travaux d'Ignace Venetz, mort en 1859. Leurs projets sont validés par les experts fédéraux. La correction s’effectue en plusieurs étapes entre 1863 et 1894.

### Travaux de 1863 à 1894

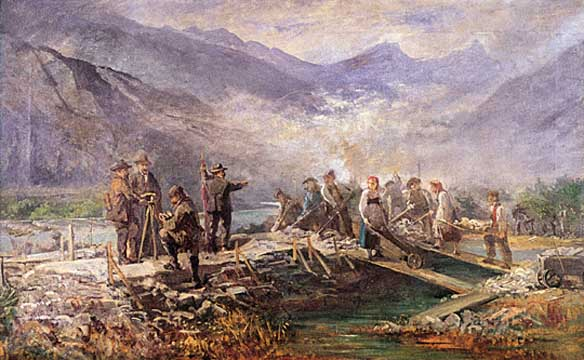
Travaux de correction du Rhône à Rarogne, peinture à l'huile de Raphaël Ritz.

Les travaux de correction débutent en 1863 à l'initiative du canton du Valais, puis par décision fédérale. Ces travaux se focalisent sur la partie située en aval de la confluence avec la Massa. Ces travaux concernent un tronçon long de 120 kilomètres et coupé par deux obstacles naturels : le cône de déjection de l'Illgraben (entre La Souste et Sierre) et le cône de déjection du torrent de Saint-Barthélemy (en amont de Lavey). Ces deux cônes de déjection ne font pas partie des travaux de correction.

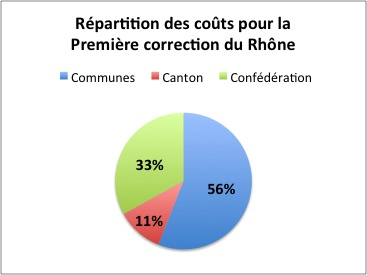
Répartition des coûts pour la première correction du Rhône

Les travaux consistent en la mise en place de manière systématique de deux digues parallèles en remblais qui donnent un nouveau lit et parfois un nouveau tracé au fleuve dont les limites sont fixées. Les écoulements sont concentrés vers le centre du lit par des épis opposés et perpendiculaires à l’axe du fleuve, qui protègent également les rives.
En amont de Loèche, les travaux sont combinés avec la construction de la ligne ferroviaire qui prend place sur le sommet de la digue. Entre la confluence avec la Massa et Sion, un nouveau lit est creusé pour le Rhône. Le lit est resserré et le tracé est tendu avec de longues lignes droites et des virages à grand rayon de courbure. Les berges sont constituées de digues de protection. Sur le tronçon situé entre Sion et Lavey, le même type de correction est réalisé. Entre Saint-Maurice et le lac Léman, le même type de correction est aussi adopté, mais en concertation avec le canton de Vaud, le Rhône marquant la frontière entre les deux cantons sur une trentaine de kilomètres.
Les travaux de la première correction du Rhône coûtent plus de dix millions de francs, dont le tiers est assumé par la Confédération. Ce sont donc les communes riveraines qui doivent assumer seules l’essentiel des charges, car le canton ne paie que les dépenses liées aux digues protégeant directement la route principale et les ponts qu’elle traverse. Les citoyens étant souvent dans l’incapacité de payer la totalité des impôts, hommes, femmes et enfants travaillent à la correction du Rhône lors des « corvées » (voir illustration de Raphaël Ritz). Les communes assument également la totalité des frais d’entretien des digues jusqu’en 1903 où l’État prend en charge la moitié de ces dépenses. Au même titre que la construction de la voie ferrée, la première correction du Rhône est à classer parmi les grands travaux du XIXe siècle

### Conséquences
La correction du Rhône projetée en 1863 a eu comme résultats de permettre de sécuriser en partie des terrains en plaine et les voies de communications. Elle a favorisé d'une certaine manière le dessèchement de plusieurs marais, le défrichement de grandes surfaces et ainsi a permis de procurer à la population de la terre arable.
La première correction a certes rectifié le cours du Rhône dans la plaine, mais les travaux entrepris n’ont pas permis de résoudre le problème des zones humides dont l’importance augmente par la suite. En effet, les eaux résiduelles ne peuvent s’écouler dans le fleuve et il faut multiplier les canaux de drainage pour les éliminer. Malgré tout ce qui a été entrepris, les inondations se poursuivent, durant les travaux comme à la fin de ceux-ci, notamment en 1877, 1883, 1896, 1897 et 1914. Le lit du fleuve s’est exhaussé en raison du charriage des affluents et de l'incapacité des infrastructures mises en place à garantir une vitesse du courant suffisante pour emporter les graviers et autres sédiments.

## Deuxième correction

### Contexte
L'exhaussement du lit devient problématique. Lors des débordements, des surfaces importantes sont touchées, car les digues empêchent les eaux déversées de retourner dans le fleuve. D'autre part, l'intensification de l'utilisation du sol dans la plaine accroît les dégâts potentiels. L'anxiété est particulièrement forte en Valais central où l'exhaussement s'avère être le plus important alors que la région regroupe la densité de population la plus forte et les surfaces cultivées les plus prospères et étendues. Il s'agit alors d'intervenir au plus vite afin de sécuriser la plaine, ses habitants et ses activités. Par conséquent, une deuxième correction a lieu entre 1930 et 1960 avec comme but essentiel d'améliorer certains ouvrages réalisés lors de la première correction.

### Travaux

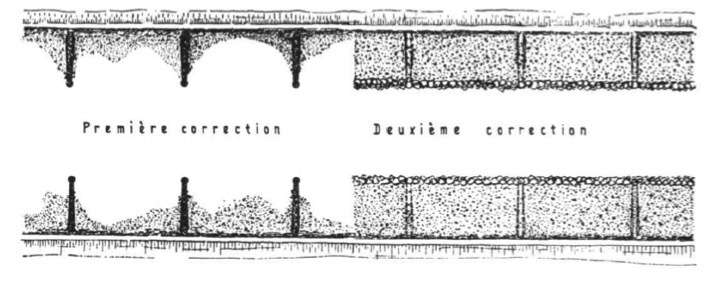
Système d'endiguement pour les deux corrections du Rhône.

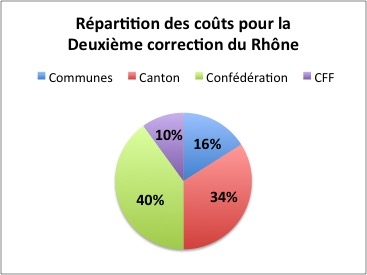
Répartition des coûts pour la deuxième correction du Rhône.

Les concepteurs du système de la première correction imaginaient que l'intervalle entre les épis se comblerait rapidement avec le sable et les limons charriés par le Rhône, mais cela ne s'est pas réalisé. Les graviers sont ainsi restés dans le lit mineur et ont provoqué son exhaussement.
La deuxième correction du Rhône, dès 1936, consistera donc à renforcer les digues et les surélever ainsi qu’à resserrer le lit pour en augmenter la puissance de charriage en reliant les têtes des épis par des cordons d'enrochement. De cette manière, le lit mineur est contenu entre des digues parallèles submersibles. Les espaces entre les épis sont comblés par du matériel dragué dans le fleuve de façon à former un glacis protégeant les douves. Les travaux seront réalisés en trois étapes entre 1936 et 1961, par tronçons successifs.
Au total, les dépenses pour les travaux de la deuxième correction se sont élevées à 14 359 198 CHF, la subvention fédérale étant de 40 %, celle de l’État du Valais de 30 % et celle des CFF de 10 % en raison de l'avantage que la correction du Rhône apportait à leurs installations. L’État du Valais, en tant que propriétaire de la route cantonale participe encore à hauteur de 4 %. Les 16 % qui restent sont à la charge des communes riveraines concernées par les travaux.

### Exploitation des gravières

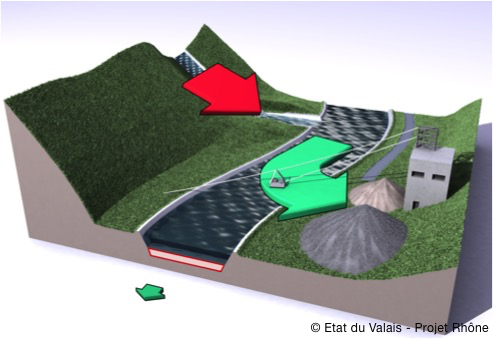
Le Rhône et les gravières.

Dans les années 1960, le développement de l’exploitation des gravières aux abords du fleuve a fortement contribué à l’élimination du problème du charriage de ces graviers. Les affluents amènent au Rhône environ 260 000 mètres cubes de matériaux par an (flèche rouge sur l’illustration). Les gravières prélèvent chaque année 290 000 m3 de matériaux dans le fleuve (grosse flèche verte dans l’illustration). Le Rhône, lui, comme sa pente est trop faible, n’évacue que 30 000 m3 de matériaux par an (mince flèche verte dans l’illustration). Finalement, comme les gravières ont beaucoup prélevé de matériaux ces dernières décennies, le fond du Rhône a baissé (partie rouge dans l’illustration) et est aujourd’hui bien plus bas que lors de la fin de la deuxième correction.
Les gravières sont les régulatrices essentielles du niveau du lit du Rhône. Elles doivent prélever la quantité adéquate de gravier : ni trop, pour ne pas labourer le fond et fragiliser les digues, ni trop peu, pour éviter que le Rhône ne se comble. Lorsque l’on élargira le fleuve sur certains tronçons pour sécuriser la plaine (Troisième correction du Rhône), ce système sera maintenu et encore amélioré.

## Troisième correction

### Situation de danger

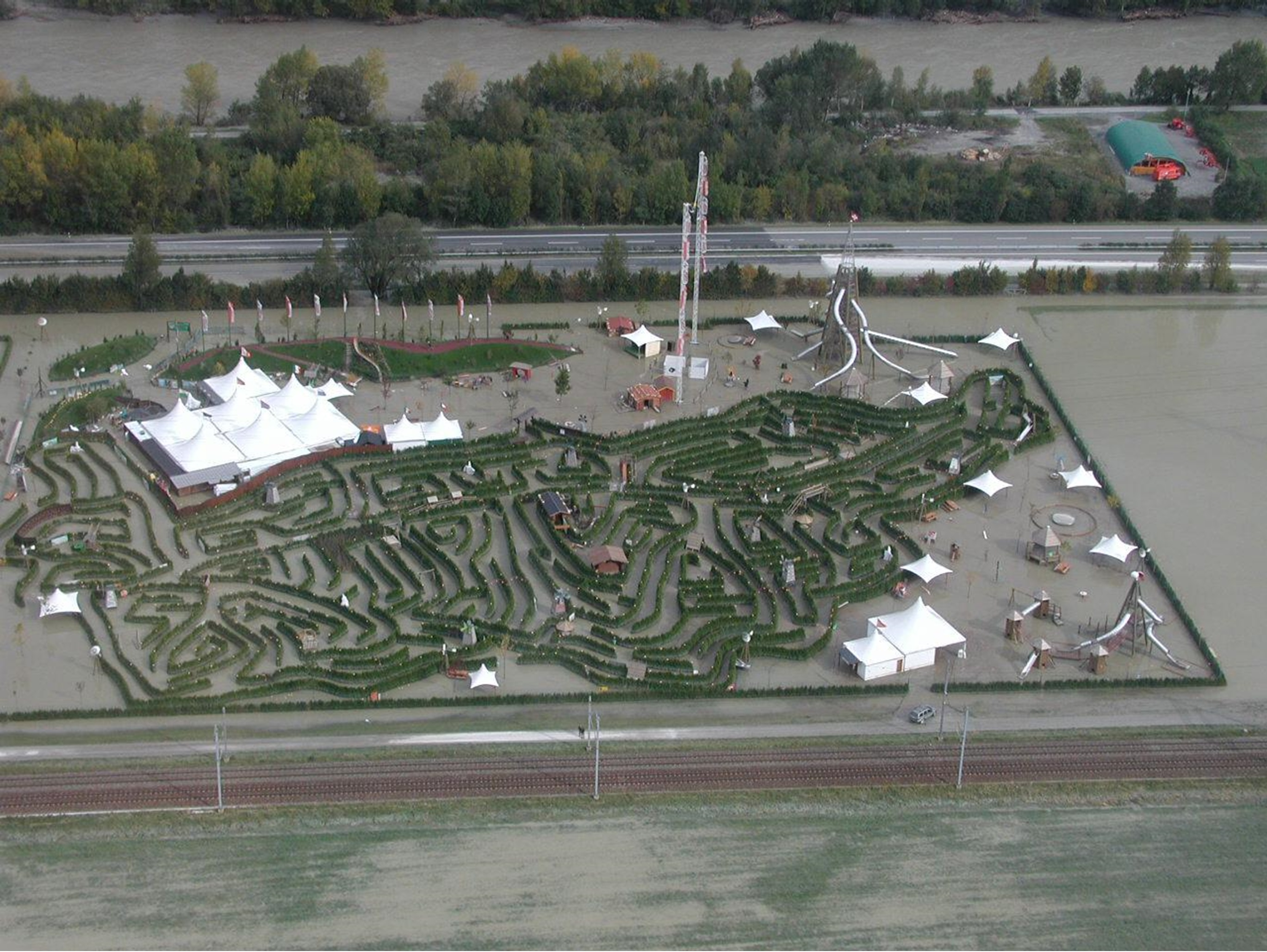
Inondation d'octobre 2000 à Evionnaz (VS).

Le risque d’inondation lié aux crues du Rhône est important. La répétition de crues très fortes, supérieures à celles qui avaient servi de base pour définir la section du Rhône lors des précédentes corrections du Rhône, ainsi que le fort développement des zones bâties, ont démontré que des débits plus élevés que par le passé doivent aujourd’hui être considérés pour sécuriser la plaine du Rhône. Les études hydrologiques indiquent que la crue centennale (survenant en moyenne une fois tous les cent ans) a un débit de 1 260 m3/s à Branson (Fully) et de 1 660 m3/s3 à la porte du Scex, près du Léman. Une crue extrême (d’un temps de retour statistique de l’ordre de mille  ans), aurait un débit de 1 600 m3/s à Branson et 2 100 m3/s à la porte du Scex.

Inondation d'octobre 2000 à Saillon (VS).

L’aménagement actuel du Rhône n’est plus à même de protéger la plaine contre la crue centennale définie ci-dessus, en raison du mauvais état des digues et de la dimension du lit, insuffisante pour permettre l’écoulement des crues.
Le manque de capacité est dû à la taille insuffisante du lit du Rhône et non au dépôt de sédiments sur le fond : depuis le milieu du XXe siècle, on observe en effet une tendance générale à l’abaissement du fond du Rhône, en raison de l’activité soutenue des gravières. Les digues actuelles datent de la deuxième correction du Rhône (1930 -1960). Elles ont été construites par-dessus les digues de la première correction (1863 -1884). Elles sont aujourd’hui dangereuses en raison de leur manque de stabilité (risques d’érosion interne et de renard hydraulique) ainsi que de la dégradation liée aux racines des arbres et aux terriers d’animaux fouisseurs. Les digues peuvent ainsi se rompre avant même que survienne un débordement.
En conséquence, plus de 11 000 hectares de terres sont aujourd’hui menacés d’inondation dans la plaine du Rhône en Valais, et les dégâts potentiels cumulés dépassent les dix milliards de francs.

### Stratégie de gestion du danger
Les principes de gestion du danger appliqués dans la 3e correction du Rhône sont issus des enseignements des grandes crues de la fin du XXe siècle en Suisse et définis dans les bases légales fédérales, ainsi que cantonales,,,.
Ces principes sont explicités dans les directives, notamment celles publiées par la Confédération :
- Apprécier la situation de danger, en analysant les événements passés et en établissant une carte des dangers.
- Différencier les buts de protection: les objets de grande valeur doivent être mieux protégés que ceux de moindre valeur. Les mesures doivent conserver une proportionnalité technique, économique et écologique avec leurs objectifs.
- Créer des sections d’écoulement suffisantes pour assurer la protection contre les crues tout en réduisant les interventions pour le maintien du bilan des matériaux solides et donc assurer la stabilité du fond du lit.
- Assurer le fonctionnement et la résistance des ouvrages en cas de surcharge et prévoir des corridors d’évacuation des crues extrêmes.
- Préserver ou recréer les zones naturelles de rétention de crues afin d’écrêter (diminuer) les pointes de crues.
- Garantir l’entretien et planifier l’intervention d’urgence.
- Identifier les déficits écologiques et y remédier. Une protection contre les crues durable doit se soucier d’une végétation des rives prospère et laisser suffisamment d’espace pour le développement d’une diversité naturelle des structures pour la vie aquatique, amphibienne et terrestre. Elle crée des liaisons entre les habitats.
- Garantir l’espace nécessaire au cours d’eau: l’utilisation du sol doit respecter une distance suffisante au cours d’eau.

Globalement, la sécurisation durable est assurée par la mise en place conjointe de trois types d’action. 
1. La prévention, regroupant les zones de danger, la police des constructions (contraintes aux demandes de construction en zone de danger) et l’entretien du fleuve.
2. L’intervention, regroupant la prévision de crue, l’organisation en cas de crise et l’évacuation de la population dans les secteurs les plus menacés.
3. La construction de la 3e correction du Rhône, basée sur un projet global et prévoyant la réalisation de mesures par étapes en fonction des priorités sécuritaires dans les 20 prochaines années.

### Solutions étudiées[19]
La rétention des crues dans les grands barrages alpins du bassin versant du Rhône apporte un gain sécuritaire mais ne permet pas à elle seule de garantir la sécurité de la plaine. Pour permettre l’évacuation des crues du Rhône, des solutions de dérivation des eaux ont également été étudiées.
La construction d’une galerie souterraine pour évacuer les crues du Rhône n’a pas été retenue car une telle galerie devrait avoir des dimensions excessives pour permettre l’évacuation des crues. De plus, le fonctionnement en situation de crue de ce type d’infrastructure n’est pas fiable,.
La construction d’un second chenal est une solution faisable, mais qui n’est pas rationnelle en termes de coût et d’espace car elle nécessite la création de deux systèmes de digues parallèles et prend plus de place au total. Elle peut quand même être potentiellement utile dans certains cas, lorsque des contraintes fortes ne permettent pas d’intervenir sur le Rhône ou  qu’un canal secondaire doit être créé pour installer un barrage hydroélecrique.
L’augmentation de la capacité est donc prévue par le redimensionnement du fleuve. Trois familles de solutions ont été analysées : 
1. Le réhaussement des digues : Ce type d’aménagement n’est pas retenu car les digues actuelles font déjà quatre à cinq mètres de haut et menacent la plaine. En cas de rupture ou de débordement, elles empêchent l’eau de revenir vers le Rhône. Les surélever encore pour atteindre 6 mètres et plus conduirait à augmenter ces problèmes et à les reporter sur les affluents.
2. L’abaissement du fond : Pour évacuer les crues par un abaissement pur, le fond devrait être creusé sur plusieurs mètres. Ce n’est la plupart du temps plus possible car la nappe phréatique qui est en lien avec le Rhône[32] serait fortement abaissée. Il en résulterait des tassements importants dans les sols et donc des risques élevés de fissures aux bâtiments et aux infrastructures.
3. L’élargissement du fleuve : Cette solution demande des surfaces supplémentaires mais permet le transit de crues importantes sans surélever le niveau des eaux du fleuve et sans perturber la nappe phréatique. La largeur future du fleuve, appelée largeur de régime[33],[34] est celle à l’intérieur de laquelle les crues fréquentes peuvent enlever la végétation à intervalles réguliers afin de maintenir la capacité d’écoulement.

### Solution retenue[19]

Aménagements futurs envisagés du Rhône

La solution retenue combine le renforcement des digues avec l’abaissement du fond et l’élargissement. La taille de l’élargissement est basée sur le besoin sécuritaire. Il varie de secteur en secteur et correspond environ à 50 % de la largeur actuelle, ce qui permet d’évacuer 50 % de débit supplémentaire et atteindre le niveau de sécurité fixé. Des élargissements ponctuels d’une largeur de deux à trois fois la largeur actuelle sont également prévus. Ils ont une fonction sécuritaire qui vise à faciliter la gestion des alluvions et permettent également de satisfaire les exigences légales en complément de la plus-value nature apportée par l’élargissement sécuritaire. 

État actuel du Rhône

En cas d’événement exceptionnel dépassant la capacité du nouveau lit, les débits excédentaires doivent également être gérés. Ils sont déversés dans des zones appelées couloirs de gestion du risque résiduel, le long de digues submersibles résistant aux débordements et limités par des arrière-digues. Le déversement de ces débits excédentaires se fait notamment dans les grands élargissements, qui ont également des fonctions sociales et récréatives importantes.

### Emprise du projet
Dans le projet mis à l’information publique en 2008, l’emprise supplémentaire du projet est de 870 hectares sur les cantons de Vaud et du Valais, dont 382 hectares de surfaces d’assolement. Cette emprise sur les surfaces agricoles a été diminuée de 70 ha dans le nouveau projet validé en 2012 par les gouvernements cantonaux vaudois et valaisan,.
La compensation de l’impact sur le monde agricole est faite par le biais d’améliorations foncières intégrales qui facilitent la réorganisation du territoire en remplaçant les expropriations par des échanges et des regroupements de parcelles et en offrant des possibilités d'adaptation des infrastructures (irrigation, drainage, chemins) et l'amélioration des conditions de production.

### Démarche participative, expertises et décisions politiques
Le diagnostic de la situation actuelle ainsi que les objectifs et principes de la 3e correction ont fait l’objet d’un rapport de synthèse en juin 2000. Ils ont été présentés au Grand Conseil valaisan qui les a adoptés en septembre 2000 et a demandé l’extension de la 3e correction (initialement prévue de Brigue à Martigny) de Gletsch au Léman, en collaboration avec le Canton de Vaud sur la partie intercantonale. 
L’élaboration du projet a duré plusieurs années et s’est faite dans le cadre d’un processus participatif. La solution retenue a ensuite été mise à l’information publique en 2008 sous la forme du plan d’aménagement de la troisième correction du Rhône,,.
Dans ce contexte, des opposants au projet issus des milieux agricoles et préoccupés par la perte de terre agricole ainsi que certaines communes riveraines ont défendu des variantes alternatives privilégiant l’approfondissement du fleuve et mettant en avant la possibilité d’offrir une sécurité équivalente à celle du projet présenté par le canton. Selon les opposants, le coût, les délais et l’emprise de leur variante étaient trois fois moins importants,,,. Ces variantes ont été transmises par le Conseil d’État du Canton du Valais à deux collèges d’experts en 2008 et 2011. Ces deux groupes d’experts indépendants ont conclu que les variantes alternatives n’assuraient pas la sécurité durable et ne respectaient pas le cadre légal,,. Certaines associations de défense de la nature ont par contre critiqué le projet parce qu’elles le jugent insuffisant du point de vue écologique,.
Les remarques issues de la consultation publique ont mis en évidence deux points à améliorer, : l’emprise sur l’agriculture et les délais de réalisation. L’emprise sur l’agriculture a ainsi été réduite de 70 hectares et les délais ont été accélérés en modifiant les priorités et en prévoyant de nouvelles mesures anticipées. La durée des travaux passant de 30 à 20 ans.

### Étapes de réalisation[19]

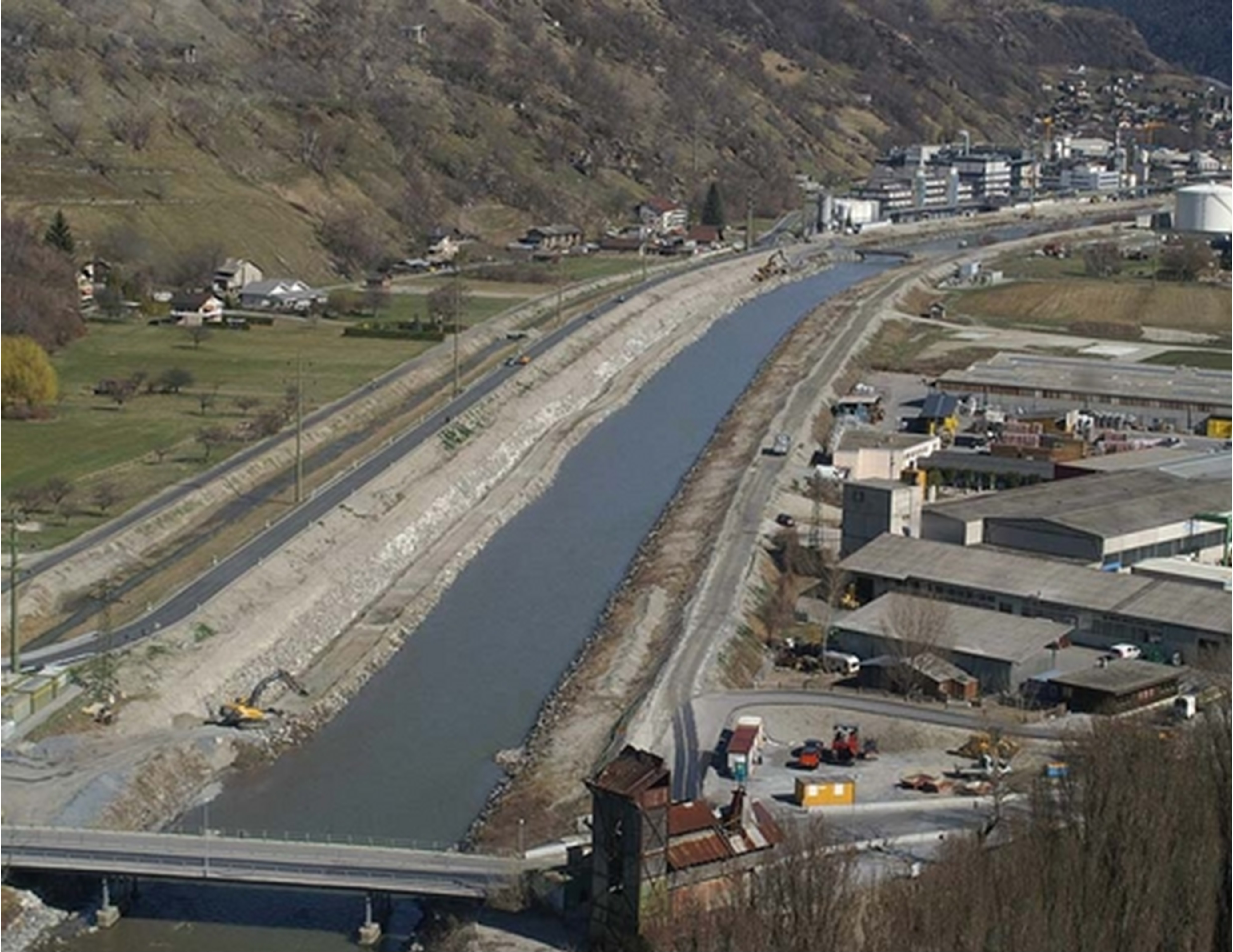
Travaux dans la région de Viège

La mise en œuvre des mesures prévues dans le plan d’aménagement de la troisième correction du Rhône a débuté en 2009 dans le secteur de Viège. 
Elle se poursuivra durant les 20 prochaines années sur les autres secteurs, en deux étapes définies en fonction de l’importance des dégâts potentiels et du niveau de danger.
Des mesures d’aménagement ponctuelles dites « mesures anticipées » sont déjà en cours afin de sécuriser plus rapidement les secteurs à forte densité d’habitation au voisinage immédiat de la digue.

### Coûts et financement des travaux[19]

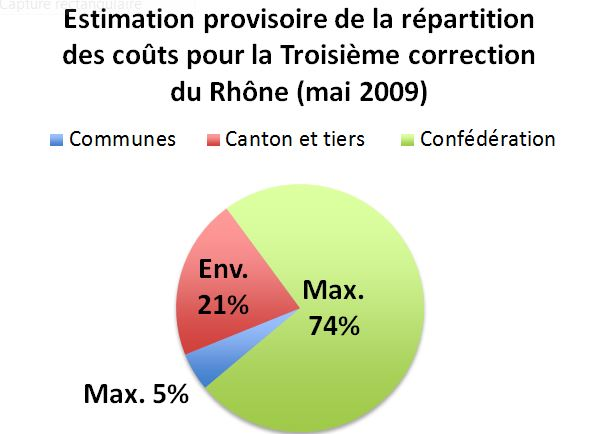
Estimation provisoire de la répartition des coûts pour la Troisième correction du Rhône - https://www.admin.ch/gov/fr/accueil/documentation/communiques.msg-id-26859.html

La totalité des travaux de la 3e correction du Rhône est devisée à environ 2,3 milliards de francs hors taxes (TVA). Le montant comprend les travaux de génie civil pour l’aménagement du fleuve et le déplacement des infrastructures.
Le coût prévu des améliorations foncières est de l’ordre de 200 millions de francs.
La protection contre les crues du Rhône est une tâche du Canton du Valais, propriétaire du cours d’eau. Il bénéficie du soutien financier de la Confédération, dont les principes sont définis dans la loi sur l’aménagement des cours d’eau. Les indemnités sont définies en fonction de critères relatifs à la qualité du projet.
Le taux de subventionnement maximum de l’Office fédéral chargé de la protection contre les crues est de 65 %. À cela s’ajoute une participation de l’Office fédéral des routes pour la protection de l’autoroute A9.
En Valais, selon la loi cantonale sur l’aménagement des cours d’eau, les communes participent à l’aménagement du Rhône par une contribution maximale de 5 % des coûts totaux reconnus.

### Referendum
En septembre 2014, le Grand Conseil du canton du Valais a accepté le projet de financement de la 3e correction du Rhône en adoptant un décret créant un fonds pour son financement,. Défendant le principe rejeté par les expertises,, de privilégier l’approfondissement du fleuve, les élus de l’Union démocratique du centre, rejoints par des représentants du monde agricole, ont décidé de lancer un référendum contre ce décret accepté par les élus du Grand Conseil par 98 voix, contre 24 et 2 abstentions. L'objet a été soumis au peuple le 14 juin 2015 et le décret de financement a été accepté par 57 % des votants.

### Exemple d’aménagement prévu – Cas de Sion[54],[55]
La ville de Sion a vu dans la 3e correction du Rhône une opportunité de redéfinir le paysage de la plaine et le rapport au fleuve dans le périmètre de la capitale du Valais. Le canton et la commune se sont associés en vue de pouvoir définir une vision de l’aménagement futur. Un concours d’architectes urbanistes a ainsi été organisé pour définir un cadre à l’insertion du fleuve à travers Sion.